# 순환인용

거짓된 확증의 오류가 일어나는 두 가지 형태. 점선은 출처를 확인할 수 없는 형태이다.

순환인용(循環引用, Circular reporting)이란 원 저작물을 인용한 2차 저작물을 원 저작물이 인용하는 것을 뜻한다.  거짓된 확증이란 하나의 정보를 여러 개의 독립적인 출처에서 인용한 것처럼 속이는 행위를 말한다. 대부분의 경우에는 조잡한 정보 수집 기법을 통해 문제가 발생되지만, 고의로 의도하는 경우도 있다.
이 문제는 정보 수집, 저널리즘, 학술 연구 등 다양한 분야에서 나타난다. 특히 군사 분야의 경우 보고 체계에 의해 정보가 걸러지는 경향이 있기 때문에 주의를 기울인다.
위키백과의 경우 때때로 순환인용의 오류를 범하는 대표적인 곳으로 비판을 받는다. 이로 인해 위키백과는 위키백과를 인용하려는 기자나 연구자에게 위키백과 대신 참고 문헌을 검증해 활용할 것을 권장한다.

## 예시

위키백과를 인용한 기사를 위키백과가 인용하는 순환도

- 위키백과를 기사가 인용하고, 기사를 위키백과가 인용

## 같이 보기
- 순환 참조